# Joseph Conners
Joseph Buckton né le 28 mai 1987 est un catcheur britannique plus connu sous le nom de Joseph Conners. Il travaille actuellement à la Insane Championship Wrestling.

## Carrière

### World Wrestling Entertainment
Le 15 décembre 2016, il a été révélé que Conners serait l'un des 16 hommes en compétition dans un tournoi de deux nuits pour couronner le tout premier WWE United Kingdom Champion. Le 14 et 15 janvier 2017, il bat James Drake dans le premier tour, avançant aux quarts de finale où il perd contre Mark Andrews,.

### What Culture Pro Wrestling (2016-2017)
Lors du premier PPV de la fédération, WCPW Refuse To Lose, il conserve son titre contre Martin Kirby. Lors de Delete WCPW, il perd son titre contre Drew Galloway dans un Triple Threat Steel Cage match qui comprenaient également Joe Hendry.

### Retour à la World Wrestling Entertainment (2017-2021)
Le 7 novembre 2017 à 205 Live, il participe à un segment avec Enzo Amore et les autres participants du UK Tournament, plus tard il perd avec James Drake contre Mark Andrews et Cedric Alexander.
Le 15 mai 2018 à 205 Live, il perd avec James Drake et Drew Gulak contre Cedric Alexander, Mustafa Ali et Flash Morgan Webster. Le 14 juin lors du premier tour du UK Tournament 2018, il perd contre Ashton Smith

## Palmarès
- British Wrestling Revolution
  - 1 fois BWR Heavyweight Championship (actuel)

- Leicester Championship Wrestling
  - 1 fois LCW Championship
  - 2 fois LCW Tag Team Championship avec Paul Malen (1) et Stixx (1)

- Norton British Wrestling
  - Shining Star Tournament

- Southside Wrestling Entertainment
  - 2 fois SWE Heavyweight Championship
  - 3 fois SWE Tag Team Championship avec Paul Malen (1), Jimmy Havoc et The Pledge (1) et El Ligero (1)

- TNT Extreme Wrestling
  - 1 fois TNT World Championship (actuel)

- WhatCulture Pro Wrestling
  - 1 fois WCPW World Championship

## Récompenses des magazines
- Pro Wrestling Illustrated
  - Classé 235e du classement PWI500 en 2019[10]